# Шиляги
Шиляги (кайт. Шилагьи, дарг. Шилагьи) — село в Кайтагском районе Дагестана, административный центр Шилягинского сельсовета.

## География
Село Шиляги расположено на высоте 715 метра над уровнем моря. Ближайшие населённые пункты — Дакниса, Джирабачи, Лища, Хунгия, Мижигли, Джигия, Кулиджа, Дуреги, Газия, Бажлук.

## История
Селение Шиляги было разрушено три раза: в 1831 году при подавлении восстания, в 1852 году, когда наиб Шамиля Бук-Мухаммад предпринял поход в Кайтаг, его поддержали местные жители и он укрепился в ауле Шиляги и держал оборону продолжительное время, но после взятия аула он был разрушен до основания, а также в 1866 году в Кайтаго-Табасаранском округе вспыхнуло восстание, в итоге выступление было подавлено. Семь руководителей восстания были повешены, более 200 семейств сосланы в Сибирь. При подавлении восстания также разорили и сожгли селение Шиляги, высланных из Шиляги поселили в деревне Ново-Александровка Братской волости Елисаветградского уезда Херсонской губернии.
После возвращения шилягинцев в Дагестан, им было запрещено селиться на прежнем месте. Новое село было основано на берегу реки Уллучай и получило название Уллучай-кент. В 1926 году село было переименовано в Шиляги.

## Население
| 1888 | 1895 | 1926 | 1939 | 1970 | 1989 | 2002 |
| ---- | ---- | ---- | ---- | ---- | ---- | ---- |
| 288  | ↘284 | ↗297 | ↗331 | ↘330 | ↗489 | ↘434 |
| 2010 | 2021 |      |      |      |      |      |
| ↗484 | ↗589 |      |      |      |      |      |